# 새금초등학교
새금초등학교는 대한민국 경기도 파주시에 있는 공립 초등학교이다.

## 학교 연혁
2015년 김옥란 교장선생님
2017년 김억조 교장선생님 2020년 9월1일 도경순 교장선생님